# Російський мат
Російський мат або російська лайка (рос. русский мат)— узвичаєне словосполучення для позначення ненормативної лексики в російській мові.

## Термін
Саме слово «мат» у цьому значенні в українській мові не відповідає літературній нормі: щодо брудної лайки правильніше вживати термін «матюк» («матюки»). Більшість словників дають такі значення лексеми «мат»: 1) «шаховий мат»; 2) те ж саме, що й «мата», 3) «шорсткість на склі», «матовість». У значенні «матюки» його подають рідше.
Російська лайка має свої особливості, але основою її є вживання кількох лексем — переважно народних назв статевих органів і фізіологічних актів. Всі вони мають праслов'янське походження і наявні в інших слов'янських мовах.
Як екзотизм слово мат використовується в інших мовах (англ., фр. і нім. mat) — щодо російської ненормативної лексики. Для позначення матюків взагалі у мовах світу існують свої терміни (наприклад, в англійській — profanity, foul language, obscenity, swear words, four-letter word та ін.).

## Вживання
У Росії використання ненормативної лексики вважається неприйнятним в пристойному суспільстві і в літературі, і, зазвичай, цензурується в періодичному друці, на телебаченні, радіо і в інших ЗМІ. Попри це, вживання матюків традиційно дуже широко розповсюджене в російській розмовній мові у найрізноманітніших вікових групах суспільства. Зустрічається він також і в сучасній літературі (В. О. Пелевін, В. Г. Сорокін, М. І. Веллер, М. І. Волохов та ін.) і пісенній творчості. Відомі і більше ранні випадки вживання (у тому числі у вигляді «ребусів» з крапочками) непристойних слів в літературі, зокрема, в творах класичних авторів: Пушкіна, Маяковського та інші.

## Використання в давні часи
Специфіка вживання деяких виразів коментується в «Російсько-англійському словнику-щоденнику» Річарда Джемса (1618—1619). На поширеність матірної лайки в російській розмовній мові XVI — XVII століть вказують як записки іноземних мандрівників (наприклад, Олеарія), так і російські повчання того часу. Анонімне «Повчання про матірну лайку», яке Д. М. Буланін датує XVII століттям, вказувало на те, що такою лайкою ображаються три матері: Мати Божа, рідна мати кожної людини і Мати Земля.